# Saulo Estevao da Costa Pimenta
Saulo Estevao da Costa Pimenta (født 11. april 1974) er en tidligere brasiliansk fodboldspiller.
Han har spillet for flere forskellige klubber i sin karriere, herunder Albirex Niigata.